# Saihō-ji
Vous pouvez aider à l'améliorer ou bien discuter des problèmes sur sa page de discussion.
- Il ne cite pas suffisamment ses sources. Vous pouvez indiquer les passages à sourcer avec {{référence nécessaire}} ou {{Référence souhaitée}}, et inclure les références utiles en les liant aux notes de bas de page. (Marqué depuis mars 2024)
- Certaines informations devraient être mieux reliées aux sources mentionnées dans la bibliographie ou les liens externes. Améliorez sa vérifiabilité en les associant par des références. (Marqué depuis mars 2024)

- Archive Wikiwix
- Bing
- Cairn
- DuckDuckGo
- E. Universalis
- Gallica
- Google
- G. Books
- G. News
- G. Scholar
- Persée
- Qwant
- (zh) Baidu
- (ru) Yandex
- (wd) trouver des œuvres sur Wikidata

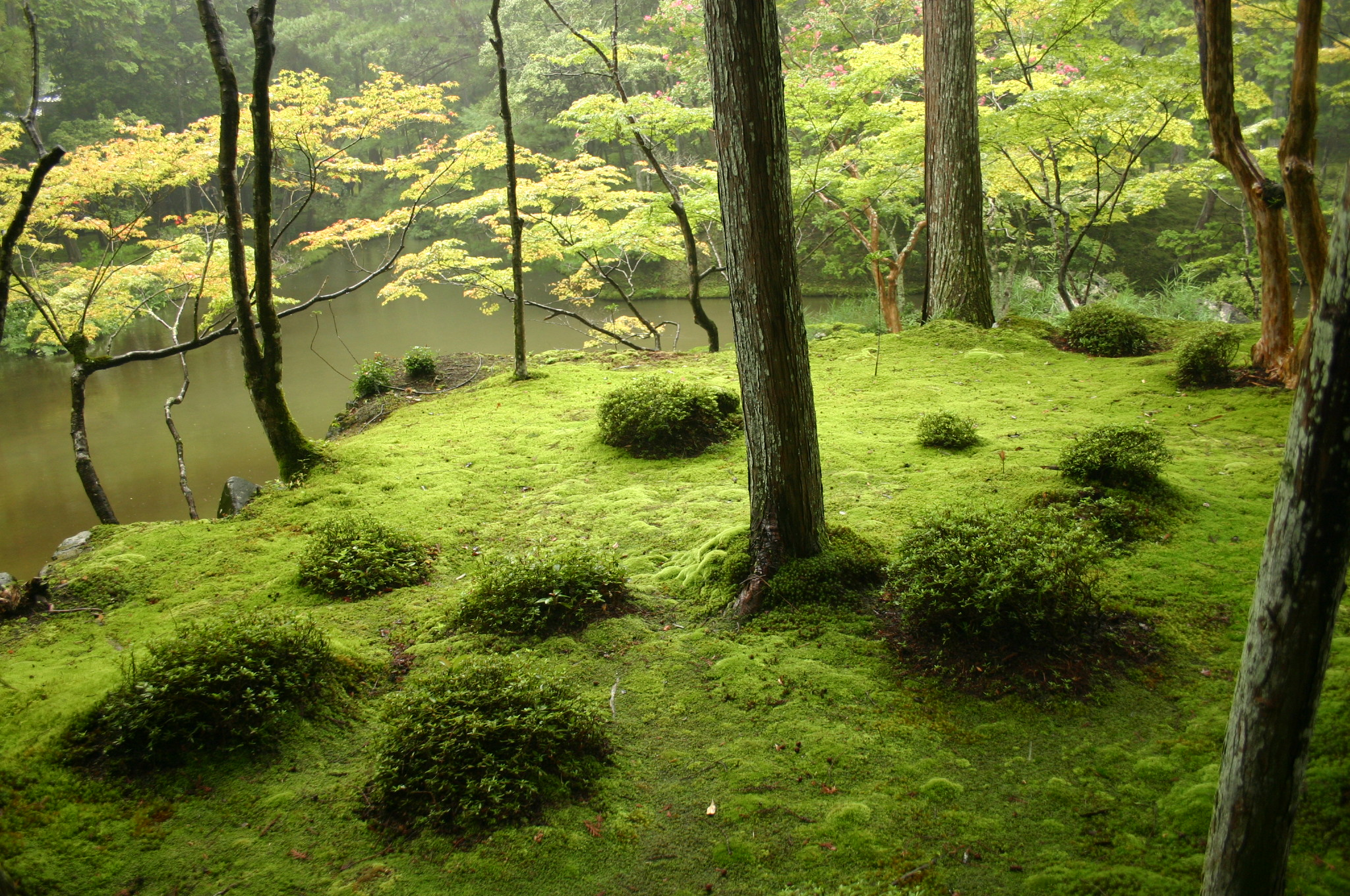
Vue de l'étang du Kokedera.

Le Saihō-ji (西芳寺, « le temple des fragrances de l'ouest ») est un temple bouddhiste zen situé dans la banlieue ouest de Kyoto. Le temple est surtout connu sous le nom de Kokedera (苔寺, « temple des mousses »), à cause des 120 espèces de mousses qu'il abrite. Le temple, appartenant au courant Rinzai du bouddhisme, est dédié au bouddha Amitabha. Le temple est inscrit sur la liste du patrimoine mondial de l'Unesco en tant qu'héritage culturel faisant partie des temples de Kyoto.

## Origine et histoire
Selon la tradition du temple, le site fut tout d'abord la résidence de vacances du prince Shōtoku.
Un prêtre de l'époque de Nara, Gyoki Bosatsu, qui fonda 49 temples dans les provinces centrales, le transforma ensuite en un temple consacré au bouddha Amitabha. Le temple s'appelait déjà à l'origine Saihō-ji mais les caractères utilisés étaient différents des caractères actuels (en japonais, 西方寺, « temple de la direction de l'ouest »).
Quelques siècles plus tard, au début de l'époque de Muromachi, le grand prêtre du temple voisin de Matsuo-jinja, Fujiwara Chikahide, voulut remettre à neuf le temple de Saihō-ji. Dans la seconde année de la période Rekio (1339), il se retira dans le temple pour se consacrer à la prière. Il y eut la révélation qu'il devait confier la direction du temple au distingué prêtre Muso Kokushi du temple Rinsen-ji.
Muso accepta et s'installa au Saihō-ji. C'est lui qui dessina le jardin d'après ses propres goûts. Appréciant l'art du jardin japonais et ayant des talents dans ce domaine, il mit tout son cœur dans ce travail.
Muso Kokushi est considéré comme le restaurateur du Saihō-ji.
Le temple fut incendié pendant la guerre d'Ōnin et inondé deux fois pendant la période Edo. Il tomba en ruine. On pense que la culture des mousses est une tradition datant de la fin de la période Edo.
Jusqu'en 1977, les visites du temple étaient libres. Mais en raison des dégâts occasionnés aux mousses, des mesures ont été prises pour faire baisser le nombre de visiteurs. À partir de cette date, une demande écrite et une offrande au temple furent exigées pour le visiter. Le nombre de touristes diminua. Maintenant, la ponctualité des chants religieux et un petit exercice de calligraphie font partie des obligations de chaque visiteur, l'immergeant dans l'ambiance du temple.

## Temple
Le temple est célèbre par son jardin unique où sont cultivées 120 espèces de mousses différentes. Le jardin est organisé autour d'un étang dont la forme rappelle le caractère chinois 心 signifiant « cœur ».
Autour de l'étang, trois maisons de thé permettaient de profiter de certaines perspectives du jardin en pratiquant la cérémonie du thé.
Quelques temples se trouvent également autour de l'étang.

## Accès et visites
Jusqu'en 2023, il est nécessaire pour de visiter le Saihō-ji de déposer une demande adressée au temple, dont les formulaires étaient disponibles au centre d'information touristique local.
Aujourd'hui la réservation se fait en ligne ainsi que le payement (4100 yens). Il faut reserver au minimum la veille de la visite. La ponctualité est de rigueur lors de l'arrivée au temple.
On accède au Saihō-ji par bus depuis la station Shijo située sur la ligne Karasuma du métro de Kyoto. Il faut descendre à l'arrêt Kokedera-michi (苔寺道, « chemin du temple des mousses »).